# Frühe Heidelibelle
Die Frühe Heidelibelle (Sympetrum fonscolombii) ist eine Libellenart aus der Familie der Segellibellen (Libellulidae), die zu den Großlibellen (Anisoptera) gehört.

## Merkmale
Der Thorax der Männchen ist wie ihr Abdomen rot und besitzt seitliche helle Streifen. Den meist cremefarbenen bis bräunlichen Weibchen fehlt dieser Seitenstreifen.
Die Männchen haben besonders im Bereich um den Flügelansatz eine ausgeprägte rote Flügeladerung. Im Flügel der Weibchen findet sich am Ansatz ein gelber Fleck. Das Pterostigma ist verglichen mit anderen Vertretern der Gattung relativ groß und  bleibt im Unterschied zu jenen auch im Alter gelblich bis ockerfarben. Die Flügeladerung direkt am Pterostigma ist schwarz.

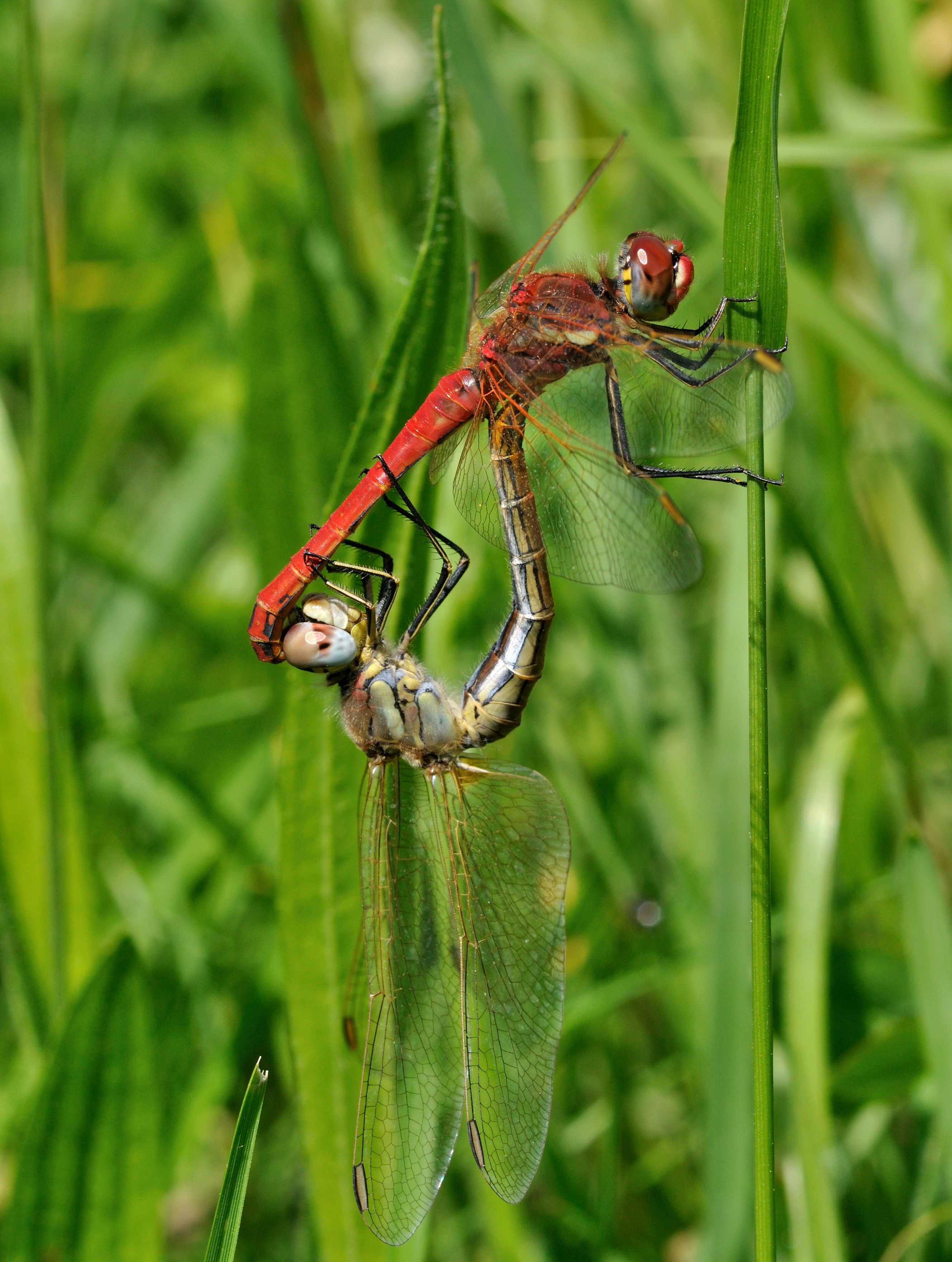
Paarungsrad

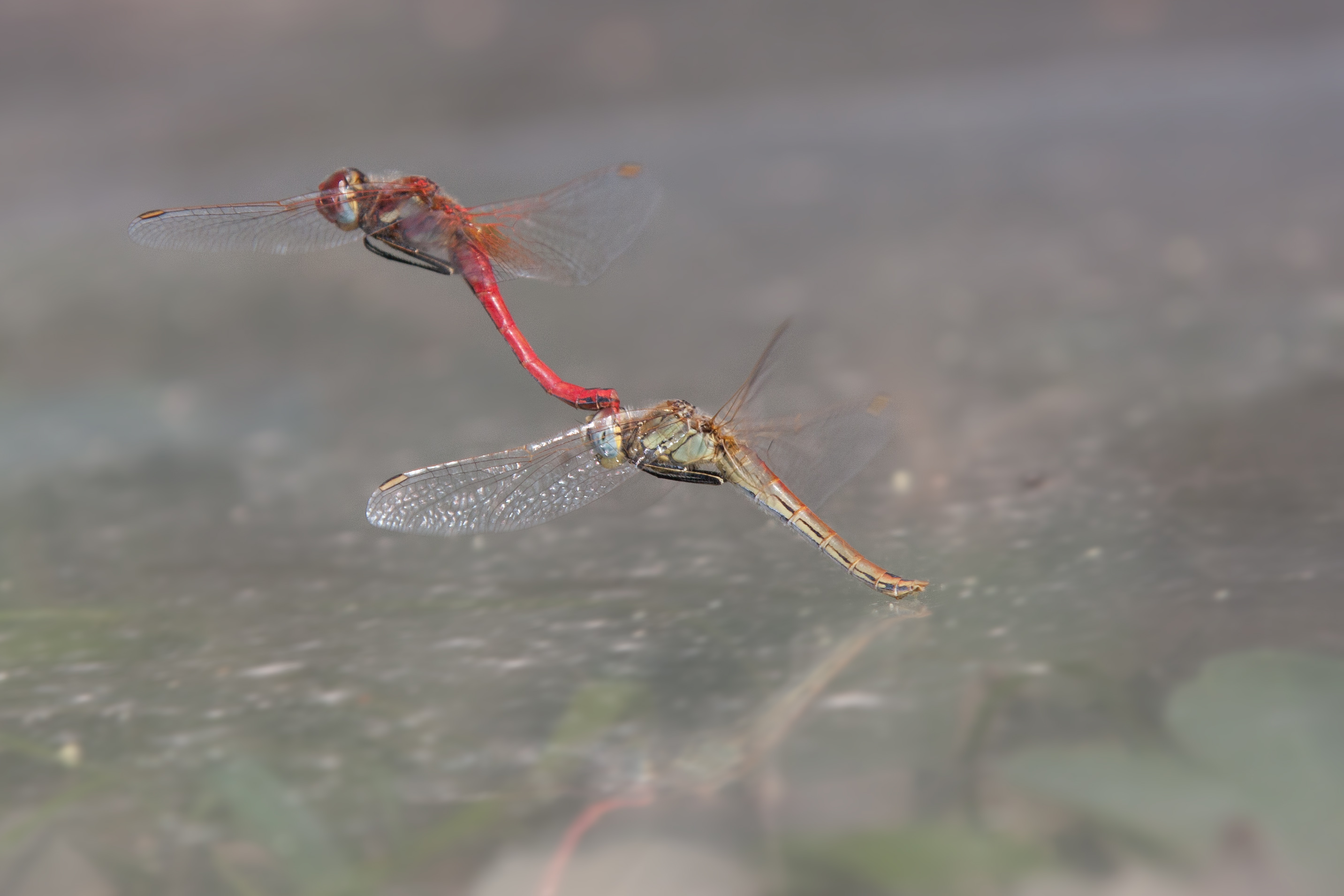
Paar bei der Eiablage

## Flugzeit
Imagines der Frühen Heidelibelle sind in Mitteleuropa von Mai bis Oktober zu beobachten. Diese verglichen mit anderen Heidelibellen sehr frühe Flugzeit verschaffte der Art ihren deutschen Namen. In warmen Bereichen Südeuropas oder in Afrika kann die Frühe Heidelibelle dank mehrerer überlappender Generationen sogar während des ganzen Jahres als Imago angetroffen werden.

## Verbreitung
Die Frühe Heidelibelle ist als typische unstete Wanderart in weiten Teilen Afrikas, Asiens und Europas zu finden. Auch in Mitteleuropa pflanzt sich die Art in den Sommermonaten häufig erfolgreich fort. Die Frage, ob die Frühe Heidelibelle auch als Larve in Deutschland überwintern kann oder nur jedes Jahr erneut aus dem Mittelmeergebiet einwandert, ist noch nicht vollständig geklärt. Zumindest in einigen Fällen ist die erfolgreiche Überwinterung in Deutschland jedoch bereits belegt, wobei das Gros der Individuen des Frühjahres wohl auf Migranten zurückzuführen ist.
Eine Ausbreitung und Bestandszunahme in Verbindung mit dem Klimawandel ist bei einigen Libellenarten zu verzeichnen, so auch bei der Frühen Heidelibelle, die etwa in der Roten Liste Deutschlands als „ungefährdet“ aufgeführt wird.

## Lebensraum

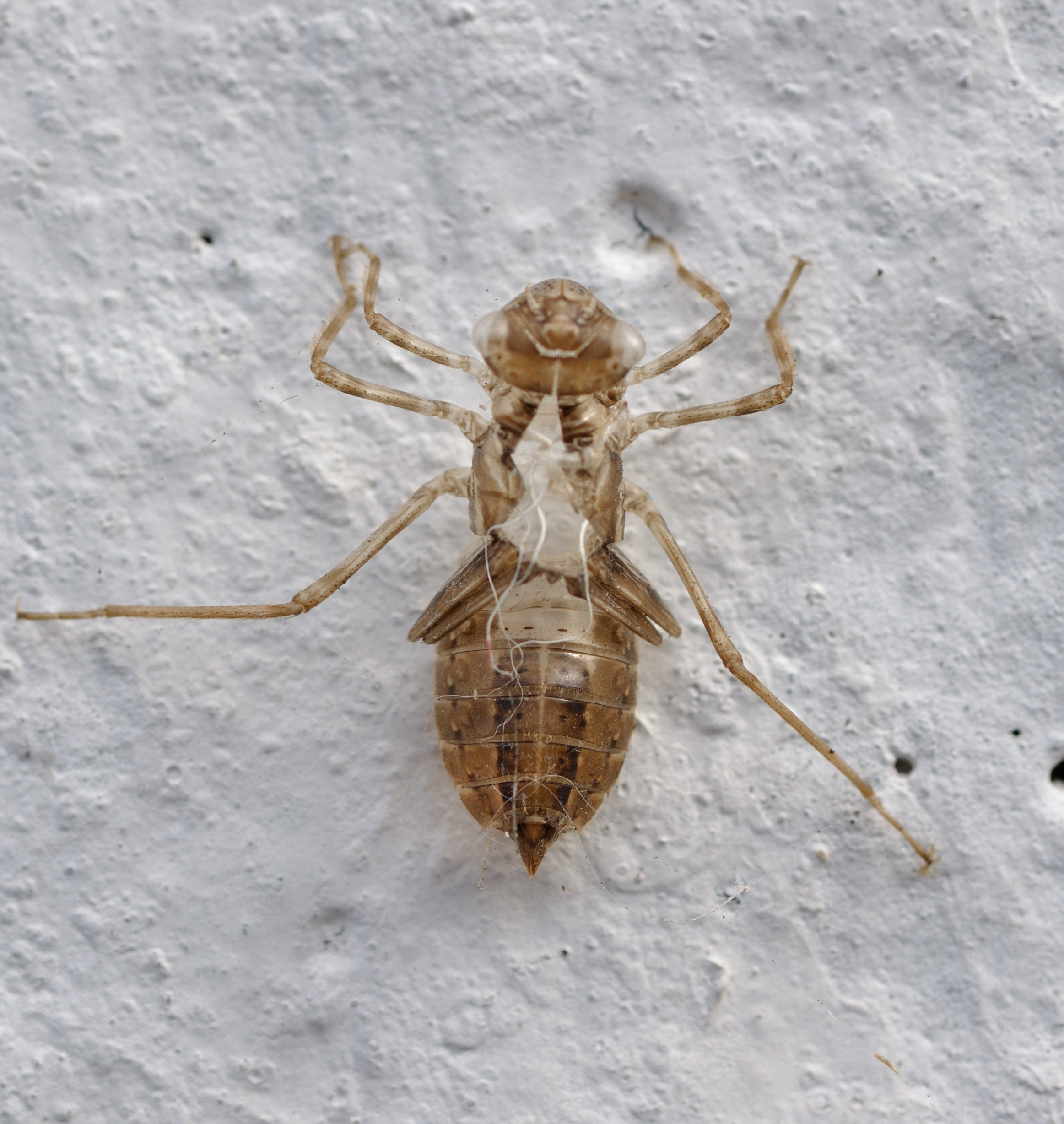
Exuvie an einer Mauer

Die sehr wärmeliebende Art besiedelt in warmen Regionen, wie dem Mittelmeergebiet und Afrika, verschiedenste Biotope. Dies reicht von Sümpfen und Teichen mit starker Vegetation bis hin zu pflanzenlosen Tümpeln, die sogar teilweise austrocknen können. In nördlicheren Gefilden ist die Art hingegen wählerischer und bevorzugt flache, nicht zu stark bewachsene stehende Gewässer, die sich – meist aufgrund intensiver Sonneneinstrahlung – schnell erwärmen.
Die Larven tolerieren zeitweise zumindest in Mittelmeergebiet auch leichte Strömungen. An die chemische Zusammensetzung des Wassers stellen die Larven keine besonderen Anforderungen. Insbesondere ist ihre Salztoleranz erstaunlich, die es ihnen ermöglicht, sich selbst in Lagunen zu entwickeln. Für die Emergenz wählen die Larven keine speziellen Strukturen, sondern schlüpfen je nach Larvalhabitat rein opportunistisch. Die Orte für die Emergenz  reichen von zwei Meter hohen Ästen bis zum Stein am Ufer. Es wurden auch schon Exuvien bis zu 50 Meter vom Gewässer entfernt gefunden, wenn in Gewässernähe keine geeigneten Strukturen vorhanden waren.

## Namensgebung
Die Frühe Heidelibelle wurde 1840 von Selys anhand eines Exemplars aus Frankreich als Libellula fonscolombii erstbeschrieben. Er benannte die Art nach dem französischen Entomologen Fonscolombe (1772–1853). 1878 beschrieb Buchecker ein Tier vom Statzersee als Sympetrum rhäticum.
Manche Forscher zweifeln die systematische Einordnung der Frühen Heidelibelle bei Sympetrum an und plädieren für eine Einordnung der Art in die Gattung Tarnetrum. Ein Hauptgrund für diese abweichende Beurteilung ist das Fehlen der Abdominaldornen bei den Larven.

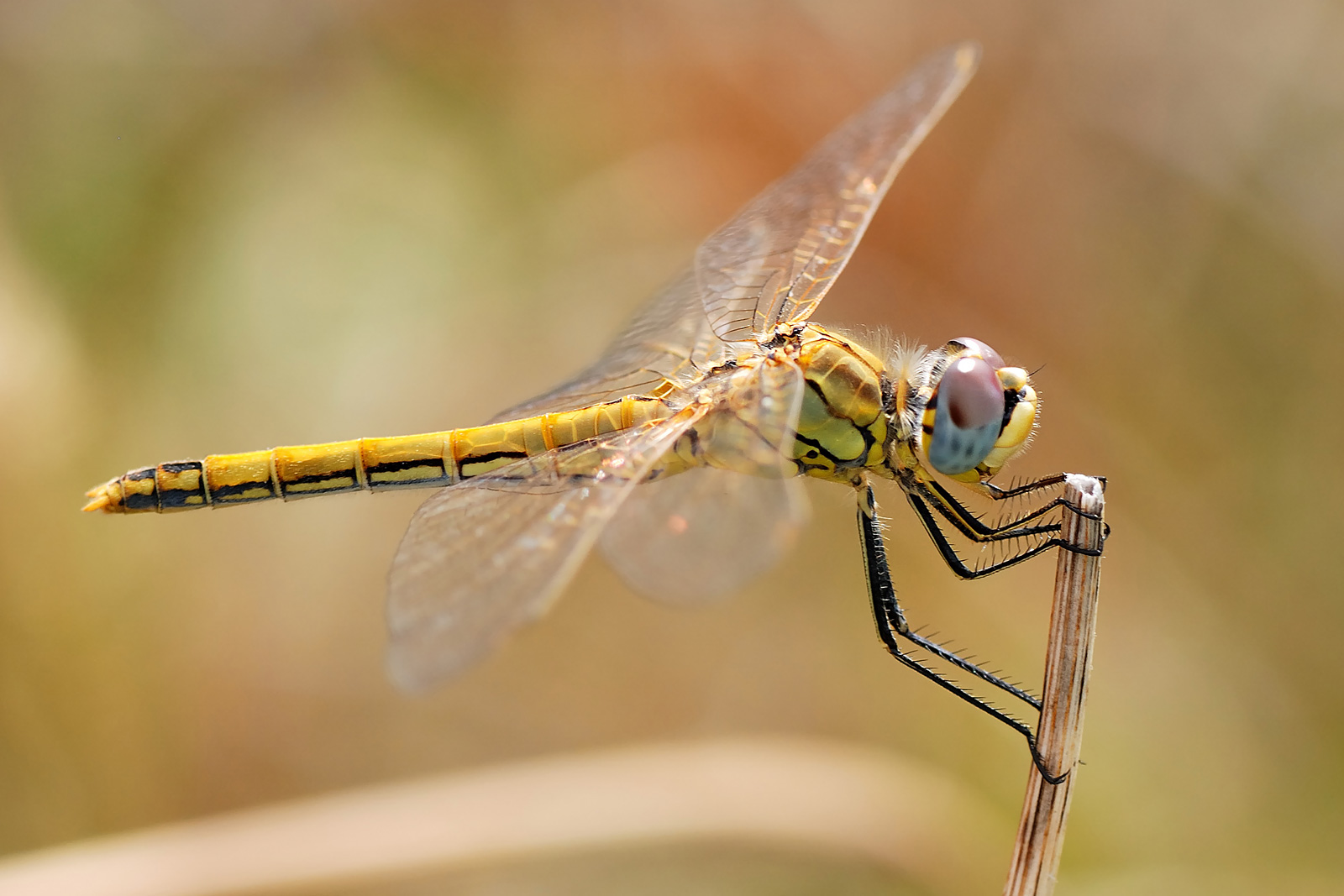
Weibchen
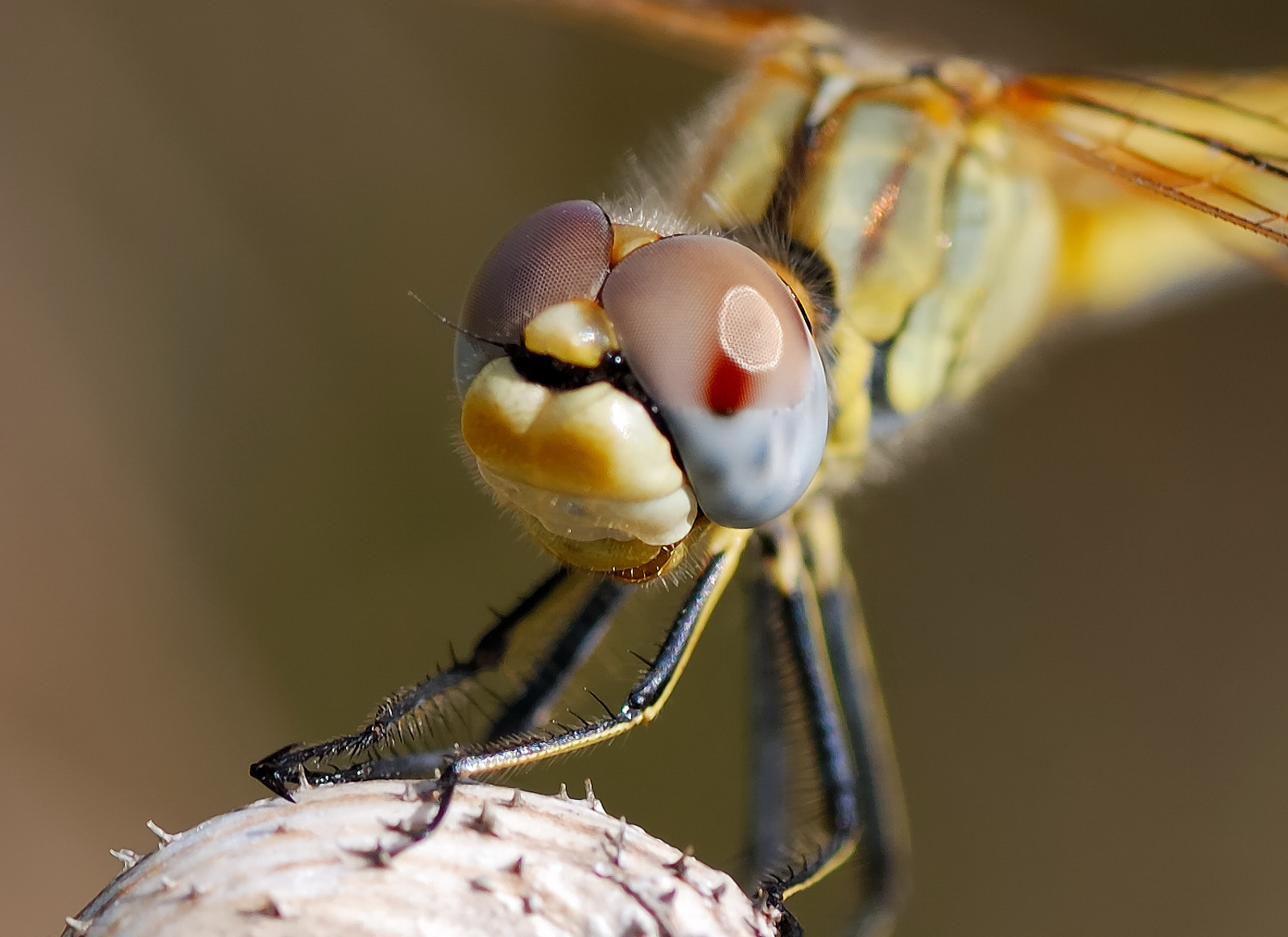
Augen mit graublau abgesetztem Anteil
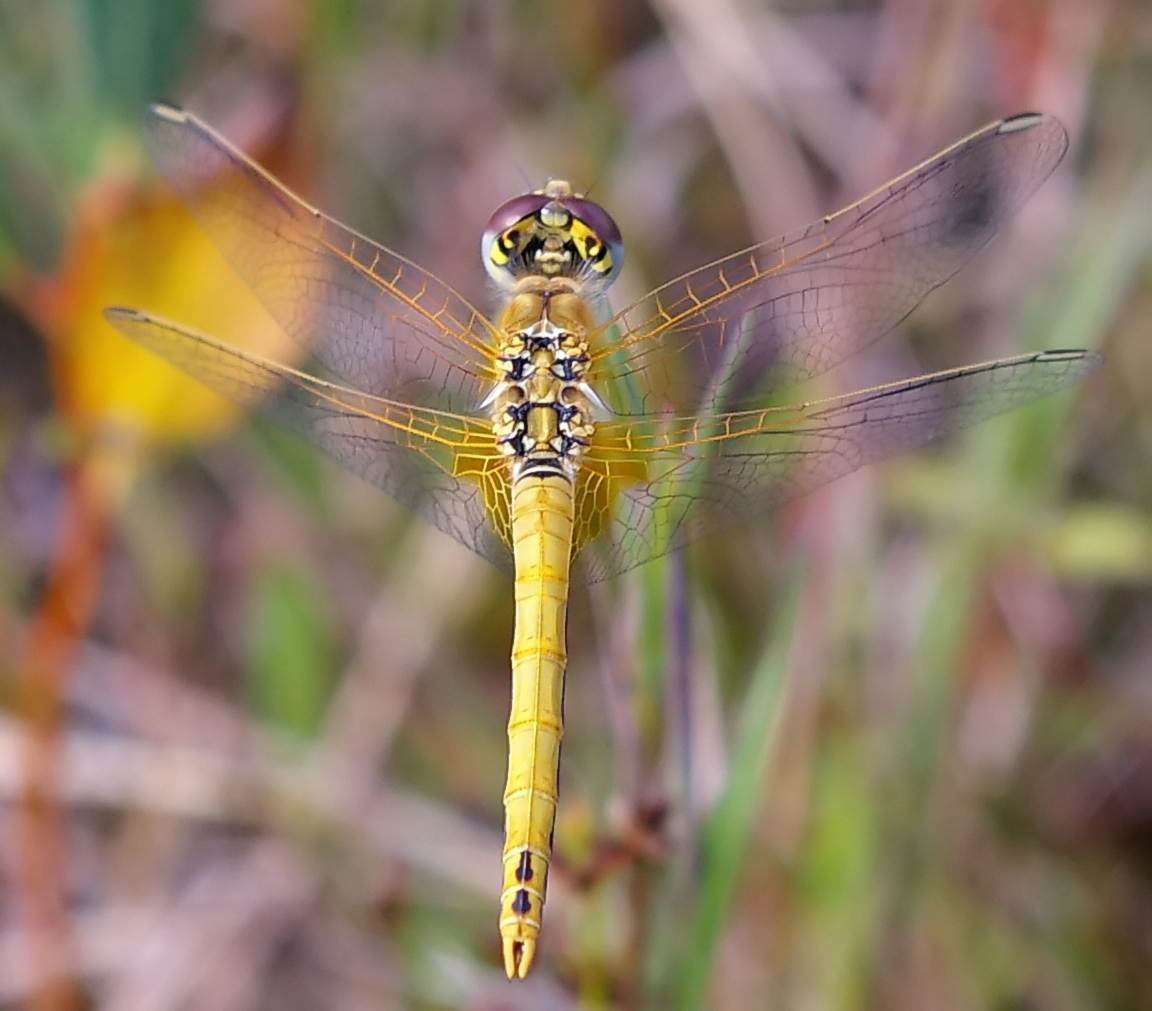
Männchen, noch nicht ausgefärbt